# Heterochelus flavus
Heterochelus flavus är en skalbaggsart som beskrevs av Kulzer 1960. Heterochelus flavus ingår i släktet Heterochelus och familjen Melolonthidae. Inga underarter finns listade i Catalogue of Life.